# 傑西奈
傑西奈（英語：Judy Zebra Knight；1946年3月16日—），本名朱迪思·达琳·汉普顿（Judith Darlene Hampton），美国灵性导师、作家，以声称能传导一位名为“蓝慕沙”的灵体而闻名。批评者认为她是一名邪教领袖。
杰西奈曾在诸多美国电视节目中亮相，如《拉里·金现场》、MSNBC以及《梅夫·格里芬访谈秀》，也出现在《今日心理学》等媒体上。她的教导吸引了大量来自政界和娱乐界的人物，如琳达·埃文斯、雪莉·麦克雷恩、萨尔玛·海耶克。杰西奈声称，她能将古老智慧与意识的力量相结合，并融入科学领域的最新发现。其中一些观点与麦克雷恩的想法相似，而这些观点曾被数学家、怀疑论者马丁·加德纳批评为“幼儿园式的形而上学”。麦克雷恩曾在书中声称，在他们的亚特兰蒂斯前世中，她是蓝慕沙的兄长。蓝慕沙的教义曾受到科学界和怀疑论者的批评。南方贫困法律中心还批评杰西奈发表过“充满恐同、反天主教、反犹太和种族主义色彩的咆哮言论”。
杰西奈住在华盛顿州耶姆一栋1190平方米的法式城堡风格豪宅里，在那里授课并经营藍慕沙啟蒙學院。
杰西奈曾结婚三次，并拥有两个孩子，皆为她与第一任丈夫所生。

## 生平
杰西奈在贫困中长大，她是家中的第八个孩子。高中毕业后，她从商学院辍学。后来她进入有线电视行业工作，并因工作关系搬到华盛顿州塔科马。根据她的自传，当时一位灵媒告诉她，未来会有一位“觉悟者”向她显灵。据她所说，1977 年，蓝慕沙第一次出现在她的厨房里。
1985 年，杰西奈登上《梅夫·格里芬访谈秀》，1987 年出版了自传《心灵的状态》。《时代》杂志称她“可能是当今最知名的通灵者”。她目前担任JZK公司和藍慕沙啟蒙學院的校长，学校位于华盛顿州耶姆附近。杰西奈还拥有数项包含“蓝慕沙”名称的美国商标注册权。2004 年，她出演了由蓝慕沙启蒙学校成员制作的电影《我们到底知道什么？！》。

## 蓝慕沙
蓝慕沙（Ramtha，据称其名字源自“Ram”，在蓝慕沙的语言中意为“神”）是一位据说由杰西奈通灵传达的灵体。杰西奈称，蓝慕沙是距今三万五千多年前与亚特兰蒂斯人作战的雷姆利亚战士。杰西奈声称，蓝慕沙自述曾率领一支人数超过250万的大军（远超约公元前三万年全球估算人口的两倍），征战63年，征服了已知世界的四分之三（据称当时正经历剧烈的地质灾变）。杰西奈说，蓝慕沙率军征战了10年，直到遭人背叛并几乎被杀。
杰西奈称，蓝慕沙此后用七年时间隐居，养伤并观察自然、四季变化、士兵们建立家园与家庭，以及许多其他事物。她说，蓝慕沙后来掌握了多种技能，包括预知和灵魂出窍，直到五十多岁时（在率军征战63年之后）率领大军抵达印度河。杰西奈称，蓝慕沙将自己所知的一切在120天内传授给士兵们，然后向他们告别，升上空中，在一道耀眼的光芒中当着他们的面升天。杰西奈说，蓝慕沙曾向军队许诺，他会回来教给他们自己学到的一切。杰西奈说，1977年蓝慕沙出现在她面前，告诉她自己是来帮助她跨越鸿沟的。杰西奈声称，她成了他所称的“伟大事业”的第一位学生。

### 教义
蓝慕沙是蓝慕沙启蒙学校的核心人物（“导师”），该校由杰西奈于1987年在华盛顿州耶姆附近创办。在此之前的十年间，课程（或称“对话”）已在世界各地举办。目前，学习杰西奈学说的学生人数超过6000人。
杰西奈哲学的四大基石是：
- “你就是神”这一论断

- 让未知变为已知的指引

- 意识与能量共同创造现实本质的理念

- 战胜自我的挑战

杰西奈的学说混合了荣格哲学、西方神秘学传统以及当代的积极思维态度（如新纪元信仰），但尚未经受住基本的怀疑或审视。她以蓝慕沙的名义所作的预言，要么未能成真（例如预言1985年会发生一场大屠杀，或美国会在1985年卷入一场重大战争），要么情景设定过于宽泛、无法评估，或误差范围过大而不具参考价值——这在通灵者中是常见情况。
当声称自己在与蓝慕沙通灵时，杰西奈大多用英语讲话，听起来带有类似英属印度的口音。
在她的教导中，蓝慕沙曾发表多项颇具争议的言论，例如：基督教是一种“落后”的宗教；耶稣的比喻可以用光波和概率来解释；“谋杀其实并不是真正的错误或邪恶”（如果相信轮回的话）；或者（杰西奈诉杰夫·奈特一案中）杰夫·奈特称，蓝慕沙曾说过，艾滋病是大自然“清除”同性恋的方式。南方贫困法律中心指出，蓝慕沙还发表过反犹言论，例如：“去他妈的上帝选民！我觉得他们现在赚的钱已经够多了，早该用来买脱那个该死的毒气室的命了。”

## 争议与批评
怀疑论者认为，蓝慕沙的故事本身就是他并不存在的证据。蓝慕沙声称自己来自雷姆利亚大陆，并曾征服亚特兰蒂斯。然而，这两处地点被视为传说性质的存在，至今都未被发现。此外，蓝慕沙声称曾率领一支250万人的军队，这与公元前33,000年全球人口估算数严重矛盾。而她关于自己拥有透视、心灵感应、意念移物等超感官能力的说法，也因缺乏任何科学依据而遭到怀疑论者和科学界的强烈批评。
魔术师、怀疑论者詹姆斯·兰迪表示，蓝慕沙的信徒“没有办法评估（她的教导）”。而卡尔·萨根在其著作《魔鬼出没的世界》中则写道：“最简单的假设是，杰西奈女士完全是自己让‘蓝慕沙’说话的，她与更新世冰期的无形灵体毫无接触。”他接着列出了一系列问题，认为若能得到蓝慕沙的回答，就有助于判断他是否真是旧石器时代的无形存在（例如“当时的本土语言和社会结构是什么？”“他们的文字是什么样的？”或“我们怎么知道他生活在三万五千年前？”）。最后他总结道：“相反，我们得到的只是一些陈腐的说教。”
杰西奈的前夫杰夫·奈特在1992年接受乔·西姆哈特采访时表示，蓝慕沙的教导是“一场闹剧”，不过是“（杰西奈）用来赚钱的生意”。他还说，蓝慕沙启蒙学校的学生“卷入了一件非常危险、非常邪恶而且腐败的事情”。
蓝慕沙的教义和蓝慕沙启蒙学校也曾遭到该校前学员的批评与指控。耶姆居民大卫·麦卡锡曾于1989年至1996年在该校学习，他指控学校是一个邪教。他还声称，在学习期间自己曾受到恐吓，并觉得杰西奈和学校在对他进行思想控制。他说：“有一阵子，我吓得到处乱跑，觉得自己会被蜥蜴人吃掉。”麦卡锡不仅对自己在蓝慕沙教导下的经历感到失望，还因为为了入学而与身在异国的家人断绝了联系而感到痛苦。后来，他成立了一个名为“蓝慕沙启蒙学校之后的生活”的团体，质疑蓝慕沙的真实性，并鼓励人们在意识到蓝慕沙启蒙学校是邪教之后站出来分享自己的经历。怀疑论者迈克尔·舍默也在其著作《人们为什么相信荒谬之事》中将该校归类为邪教。
格伦·坎宁安是杰西奈的前保镖，他在接受大卫·麦卡锡采访时详细描述了蓝慕沙启蒙学校的内部运作，并批评了杰西奈的多项做法，例如将多年前其他作者创造的理念和用语注册为商标（如“蓝色身体”这一概念），或将量子物理与新纪元思想混合起来——这些内容在薇拉·斯坦利·奥尔德1979年出版的《从平凡到壮丽》中就已有所体现。坎宁安还指出，蓝慕沙的一些表现其实只是杰西奈在演戏。他提到，蓝慕沙和杰西奈会念错同样的词，而且蓝慕沙引用的书籍，正是杰西奈读过的那些。
此外，蓝慕沙的教义在电影《我们到底知道什么？！》中的呈现方式——不仅包括影片整体的思想倾向（该片由蓝慕沙启蒙学校的学生执导并出资），还包括片中对蓝慕沙的镜头采访——都遭到了科学界以及怀疑论者（如詹姆斯·兰迪）的强烈批评。

## 诉讼案件
杰西奈曾卷入多起诉讼案，其中有些是个人纠纷，有些则与商业有关。她曾起诉一名来自柏林的女子尤丽叶·拉韦尔，指控其在自称同样通灵蓝慕沙的五年间，扰乱了她的灵媒状态，使她“悬在灵性炼狱中”。案件被提交至维也纳最高法院，持续了五年多，最终奥地利最高法院裁定杰西奈拥有蓝慕沙的唯一通灵权，并判令拉韦尔向奈特支付800美元的“灵性损害赔偿”。另一宗涉及版权与商标权的案件是杰西奈公司诉格兰登案，约瑟夫·格兰登被指控传播蓝慕沙的版权教导内容。
在杰夫·奈特诉杰西奈案（1992—1995）中，杰夫·奈特声称，由于妻子建议他相信蓝慕沙能够治愈自己，他推迟了对艾滋病毒感染的现代医疗治疗，导致自己失去了数年的生命。法院裁决不利于他，他在上诉之前便去世了。
杰西奈通过杰西奈公司指控华盛顿州瑟斯顿县居民怀特温德·韦弗盗用她的理念，并在自己的研讨会上使用她与蓝慕沙的教义。案件于2008年3月10日在瑟斯顿县高等法院开庭审理，最终法院裁定怀特温德·韦弗败诉，并判给杰西奈约1万美元的赔偿。
杰西奈拒绝出席一起涉及一名15岁女孩指控两名蓝慕沙启蒙学校的学生的强奸案的法庭作证。这名15岁女孩曾写信给杰西奈，信中提到她的舞蹈与表演老师韦恩·艾伦·盖斯在1995年至1997年与其发生性行为。参与该犯罪行为的还有鲁斯·贝弗利·马丁。他们曾告诉女孩，性行为可以提高表演能力。1999年11月，杰西奈邀请该女孩参加学校举办的一次静修活动。在这次静修中，蓝慕沙对女孩、她的父亲、盖斯和马丁进行了质问。这场质问在舞台上进行，现场有800多名观众，持续约一小时。盖斯和马丁承认他们性侵了女孩，学校旋即联系有关当局。盖斯和马丁被控10项一级性侵未成年人罪，两人均不认罪，案件进入审判阶段。检方不愿让杰西奈出庭，担心她的出现会造成“闹剧般的场面”。杰西奈本人声称当时处于恍惚状态，对静修期间的质问内容毫无记忆。

## 外部連結
- JZ Knight's official website （页面存档备份，存于）
- Ramtha's School of Enlightenment
- 藍慕沙啟蒙學院中文網站 （页面存档备份，存于）